# Andrew Capobianco
Andrew Capobianco (* 13. Oktober 1999 in Mineola, New York) ist ein US-amerikanischer Wasserspringer.

## Erfolge
Andrew Capobianco sicherte sich bei den Weltmeisterschaften 2019 in Gwangju seine erste internationale Medaille, als er im Mixed-Team-Event zusammen mit Katrina Young den dritten Platz hinter dem chinesischen Duo und den beiden russischen Startern belegte. Bei den nur eine Woche später stattfindenden Panamerikanischen Spielen in Lima war er noch erfolgreicher. Beim Kunstspringen vom Ein-Meter-Brett erreichte er mit 411,25 Punkten hinter dem siegreichen Juan Celaya aus Mexiko mit 435,60 Punkten sowie dem zweitplatzierten Jamaikaner Yona Knight-Wisdom mit 429,90 Punkten ebenfalls den dritten Rang. Darüber hinaus wurde er mit Michael Hixon im Synchronspringen vom Drei-Meter-Brett ebenfalls Dritter. Hinter den Teams aus Mexiko mit 429,81 Punkten und Kanada mit 414,21 Punkten belegten die beiden US-Amerikaner mit 404,13 Punkten den dritten Platz.
Bei den 2021 ausgetragenen Olympischen Sommerspielen 2020 in Tokio ging Capobianco in zwei Wettkämpfen an den Start. Im Kunstspringen vom Drei-Meter-Brett zog er jeweils knapp ins Halbfinale bzw. Finale ein, das er schließlich weit hinter den Medaillenrängen mit 401,70 Punkten auf dem zehnten Platz beendete. Wesentlich erfolgreicher verlief das Synchronspringen vom 3-Meter-Brett an der Seite von Michael Hixon. Bei dem aus sechs Sprüngen bestehenden Wettbewerb gelang ihnen in den ersten beiden Sprüngen zunächst nur jeweils das fünftbeste Punktergebnis unter den acht startenden Teilnehmerpaaren. Capobianco und Hixon steigerten sich anschließend jedoch deutlich, erzielten zunächst zweimal das zweitbeste Resultat und im fünften Durchgang gar die höchste Wertung aller Paare. Im sechsten Durchgang reichte ihr drittbestes Resultat aller Paare, um mit 444,36 Punkten den zweiten Gesamtplatz zu erreichen. Sie erhielten damit die Silbermedaille hinter den mit 467,82 Punkten siegreichen Olympiasiegern aus China, Wang Zongyuan und Xie Siyi. Bronze ging an die Deutschen Patrick Hausding und Lars Rüdiger mit 404,73 Punkten.